# Robert Bakker
Robert Thomas Bakker (24 de marzo de 1945) es un paleontólogo estadounidense que ayudó a replantear una serie de teorías sobre los dinosaurios, en especial la referida a la endotermia, que han derivado en la percepción moderna que se tiene de estos animales. 

## Biografía

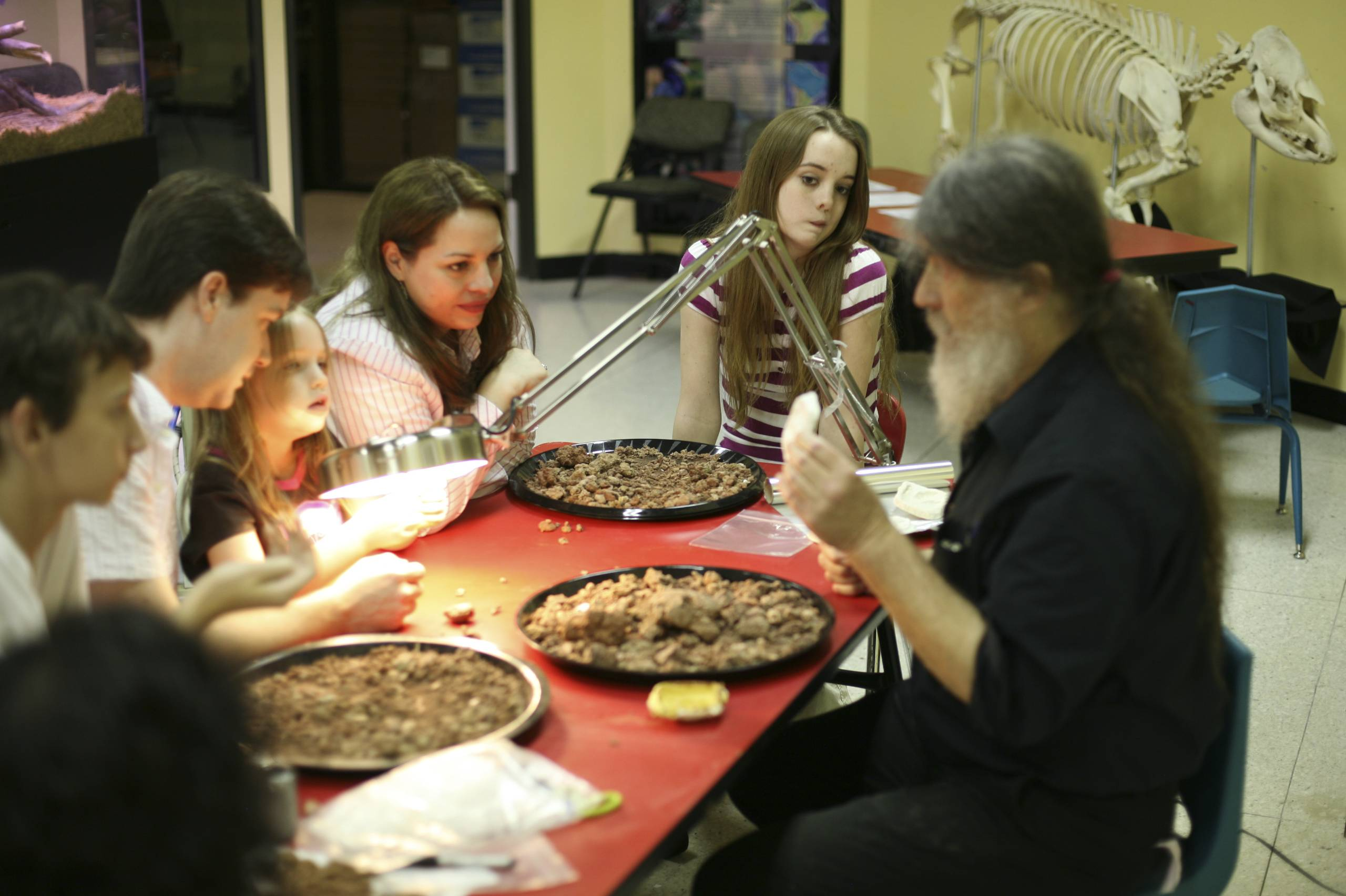
Robert Bakker (derecha) impartiendo una clase en el Museo de Ciencias Naturales de Houston (HMNS).

Bakker nació en el Condado de Bergen, Nueva Jersey. Atribuye su interés en los dinosaurios a la lectura de un artículo el 7 de septiembre de 1953 en la revista Life (revista). Se graduó en el instituto Ridgewood (Nueva Jersey) en 1963.
Ya en la Universidad de Yale, Bakker estudió bajo la tutela de John Ostrom, un defensor de la nueva visión de los dinosaurios, y más tarde obtuvo su doctorado en la universidad de Harvard. Entonces se puso a dar clases de anatomía en la Universidad Johns Hopkins en Baltimore, Maryland y Ciencias del espacio y la tierra, donde tuteló y colaboró con el futuro paleoartista Gregory S. Paul. La mayoría de su trabajo de campo lo realizó en Wyoming, concretamente en Como Bluff, aunque ha viajado a lugares lejanos como Mongolia y Sudáfrica en busca de hábitats de dinosaurios.

## Teorías

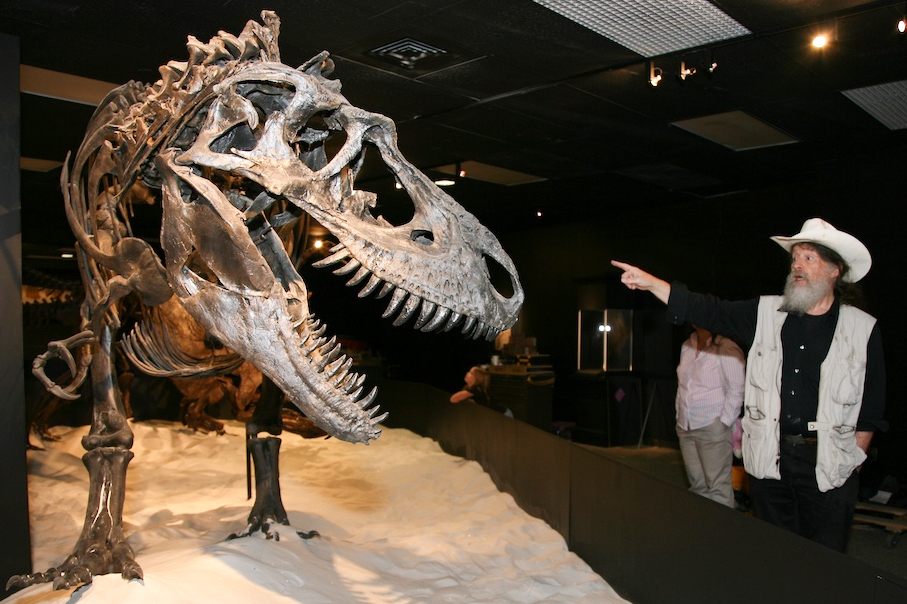
Esqueleto de Gorgosaurus con varias heridas en los huesos. Expuesto en la exposición "Dinosaur Mummy: CSI" en el Museo de Ciencias Naturales de Houston. Bob Bakker aparece a la derecha de la imagen.

En 1986 trabajó en The Dinosaur Heresies, poniendo de manifiesto la teoría de que los dinosaurios eran animales de sangre caliente, basándose entre otros, en los siguientes hechos:
- Casi todos los animales que caminan erguidos hoy en día son de sangre caliente, y los dinosaurios caminaban erguidos.
- El corazón de los animales de sangre caliente puede bombear mucho más eficaz que el corazón de los animales sangre fría. Por lo tanto, el gigante Brachiosaurus debe haber tenido un tipo de corazón semejante al de animales de sangre caliente, con el fin de bombear sangre a desde el tronco hasta su cabeza.
- Los dinosaurios, como Deinonychus llevaban una vida muy activa, que es mucho más compatible con un animal de sangre caliente.[2]
- Algunos dinosaurios vivieron latitudes altas, donde sería imposible para los dinosaurios de sangre fría mantener el calor.
- La rápida tasa de especiación y evolución presente en los dinosaurios es típica de los animales de sangre caliente y atípica de animales de sangre fría.[3]
- La relación predador / presa establecida entre los dinosaurios depredadores y su presa es un rasgo de la firma de los depredadores de sangre caliente, en lugar de los de sangre fría.
- Las aves son de sangre caliente. Las aves evolucionaron de los dinosaurios, por lo tanto un cambio en el metabolismo de sangre caliente, debe haber tenido lugar en algún momento, hay un cambio mayor entre los dinosaurios y sus antepasados que arcosaurios que entre los dinosaurios y las aves.[4]
- Los metabolismos de sangre caliente eran evolutivamente ventajosos para los principales depredadores y herbívoros grandes, y si los dinosaurios no habían sido de sangre caliente, debería existir evidencia fósil que muestre la evolución de los mamíferos para llenar estos nichos ecológicos. No existe tal evidencia, en los mamíferos hecho por el cual, al final del Cretácico se habían convertido en organismos más pequeños que sus antepasados sinápsidos.
- Los dinosaurios crecieron rápidamente, de lo que se puede encontrar evidencia observando cortes transversales de sus huesos.[5] Los animales de sangre caliente crecen a un ritmo similar.

## Obra literaria
Su novela Raptor Red narra un año en la vida de un Utahraptor hembra en el Cretácico Inferior. En el relato, Bakker elabora con su conocimiento el comportamiento de los dromeosáuridos (los dinosaurios "raptores") y la vida en el tiempo de su existencia.
Su obra divulgativa, The Dinosaur Heresies fue su primer salto a la atención popular.

## Creencias religiosas
Siendo un ministro cristiano ecuménico, Bakker ha dicho que no hay un conflicto real entre religión y ciencia. Él ha aconsejado a los no creyente y creacionistas leer los puntos adelantados por San Agustín, quien argumentó en contra del entendimiento literal del Libro del Génesis.